# Kaaos
Kaaos é uma banda finlandesa de hardcore punk, formada em Tampere, Finlândia. Formada em março de 1980, são uma das primeiras banda a lançar um disco na Finlândia (a primeira foi Rattus, na época uma banda comum de punk 77), e apesar da formação ter mudado frequentemente, eles se mantiveram ativos ao longo dos anos. Somente o guitarrista Jakke (que depois virou vocalista) é um membro original que com o tempo tornou-se a figura central do Kaaos.
Jakke morreu em 29 de novembro de 2007. Morreu aparentemente por doenças relacionadas ao álcool aos 42. *http://www.hs.fi/kulttuuri/artikkeli/Kaaos-yhtyeen+laulaja+kuoli/1135232331143
Kaaos é descrito como o a banda que tem o som característico da Finlândia nos anos 80, rápido e barulhento, vocais reverberantes, bateria atropelando tudo, e baixo pesado." A música deles definiu o significado de HC punk para finlandeses e o EP "Totaalinen Kaaos" lançado pela Propaganda Records foi um dos EPs mais vendidos da história da Finlândia. Dois anos depois a banda lançou o LP "Ristiinnaulittu Kaaos" pela Barabbas Records de bastante sucesso também.
Apesar das primeiras canções deles tinham como foco autoridades locais (a polícia) eles não criticavam só o governo mas também crenças e religiões que são utilizadas para justificar sofrimento e guerras. Cantavam também sobre a violência do dia-a-dia apoiando o anarcopunk.

## Pré-Kaaos
Jakke começou a tocar guitarra numa banda chamada Porttikielto em 1978. Ele fez uma ou duas apresentações no início da cena punk de Tampere numa casa chamada "Safety pins", que era muito impostante para a cena da cidade Bandas como Eppu Normaali, Sensuuri e Karanteeni começaram lá.
Uns punks mais velhos da banda "Nivelreuma" chamaram ele para montar uma nova banda chamada Amiraali Nelson, que depois trocou de nome para Admiral Nelson. Essa banda teve uma música selecionada para uma compilação chamada Kolme vuotta myöhemmin ("Três anos depois") em 1980.

## Início do Kaaos
INo começo de 1980 Jakke "expulsou alguns caras mais velhos" e renomeou a banda como Kaaos (obviamente Caos em finlandês). A mudança fez as pessoas terem certeza que não era uma banda de new wave. Apesar do Crass ser uma influência, nessa época o hardcore não era tanto. Entretanto a banda começou a tocar mais rápida e caoticamente adotando jaquetas de couro, cabelos espetados e moicanos, imagem que se espalharia muito.
Em 1981 o grupo gravou um EP junto com o Cadgers (que depois se envolveram com Riistetyt. O seu lado do EP, apesar das re-prensagens omitirem isso, chama "Kytät on natsisikoja" ("Policiais são porcos nazistas") com uma música de mesmo nome, que é um clássico do hardcore finlandês desde então. Jakke não contou nesse disco, apenas tocou guitarra.

## Discografia
- Kaaos/Cadgers "Kytät on Natsisikoja/ Kaaosta Tää Maa Kaipaa" split 7" 1981
- Totaalinen Kaaos EP 1982
- Valtio tuhoaa, ei rakenna EP 1983
- Riistinaulittu Kaaos LP 1984
- Nukke EP 1985
- Kaaos/Terveet Kädet So Much Fun LP 1984
- Kaaos/Svart Aggression split-ep 2000
- Ismit 10"/CD 2001